# 击打

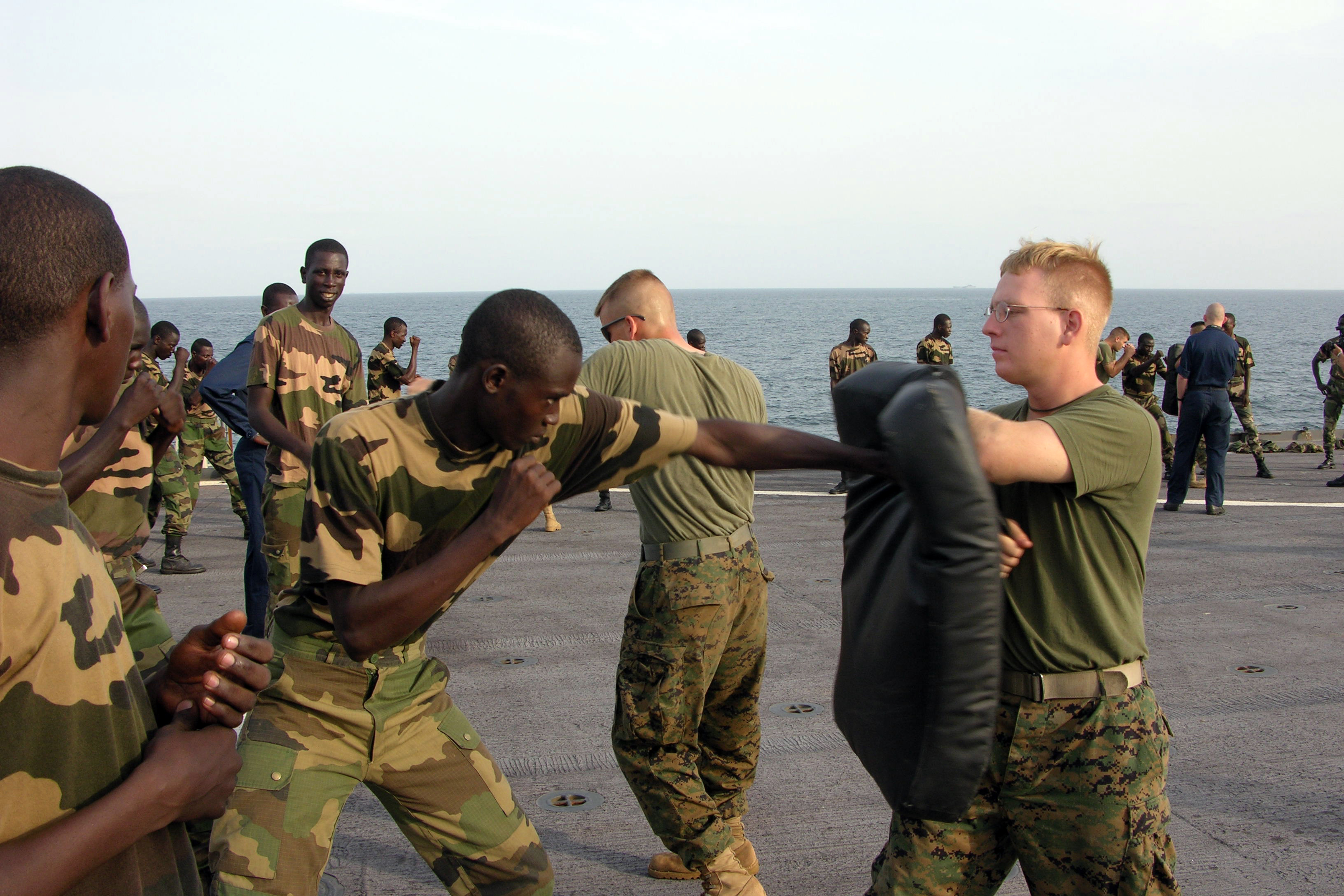
On an aircraft carrier, 美国海军陆战队与塞内加尔海军步兵在航空母舰上练习击打

击打（strike）也称搏击，是指在近身格斗中意图创伤对手而实施的直接物理攻击，广义上泛指任何使用自身肢体部位（拳、脚、肘、膝等）和手持格斗兵器（特别是钝兵器）发动的攻击；但狭义上专指不使用兵器的徒手打击，不包括械斗。通常用上肢进行击打称作“打”，用下肢称作“踢”。击打技和抓抱技（grappling）、抛投技（throw）、放倒技（takedown）一起都是徒手防身术的重要技能。

## 使用
击打术是各类武术中的主要组成部分，最常见使用的部位是手、肘、膝、脚，但是一些武术流派也会使用指尖、手腕、前臂、肩膀、后背、髋部。

### 手击
手击其实是手臂在运用力量，但是接触到目标的部位是手。根据手指是否伸展，手击可以分为开手（开掌）和闭手（闭掌）两类。

#### 开手类

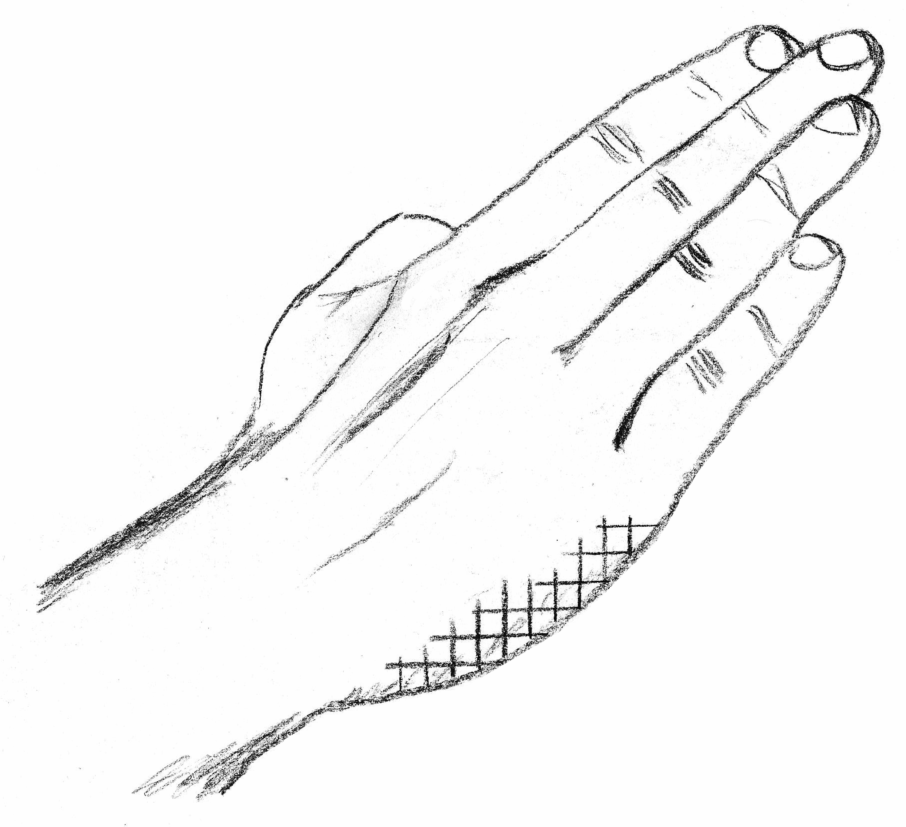
手刀

隆手

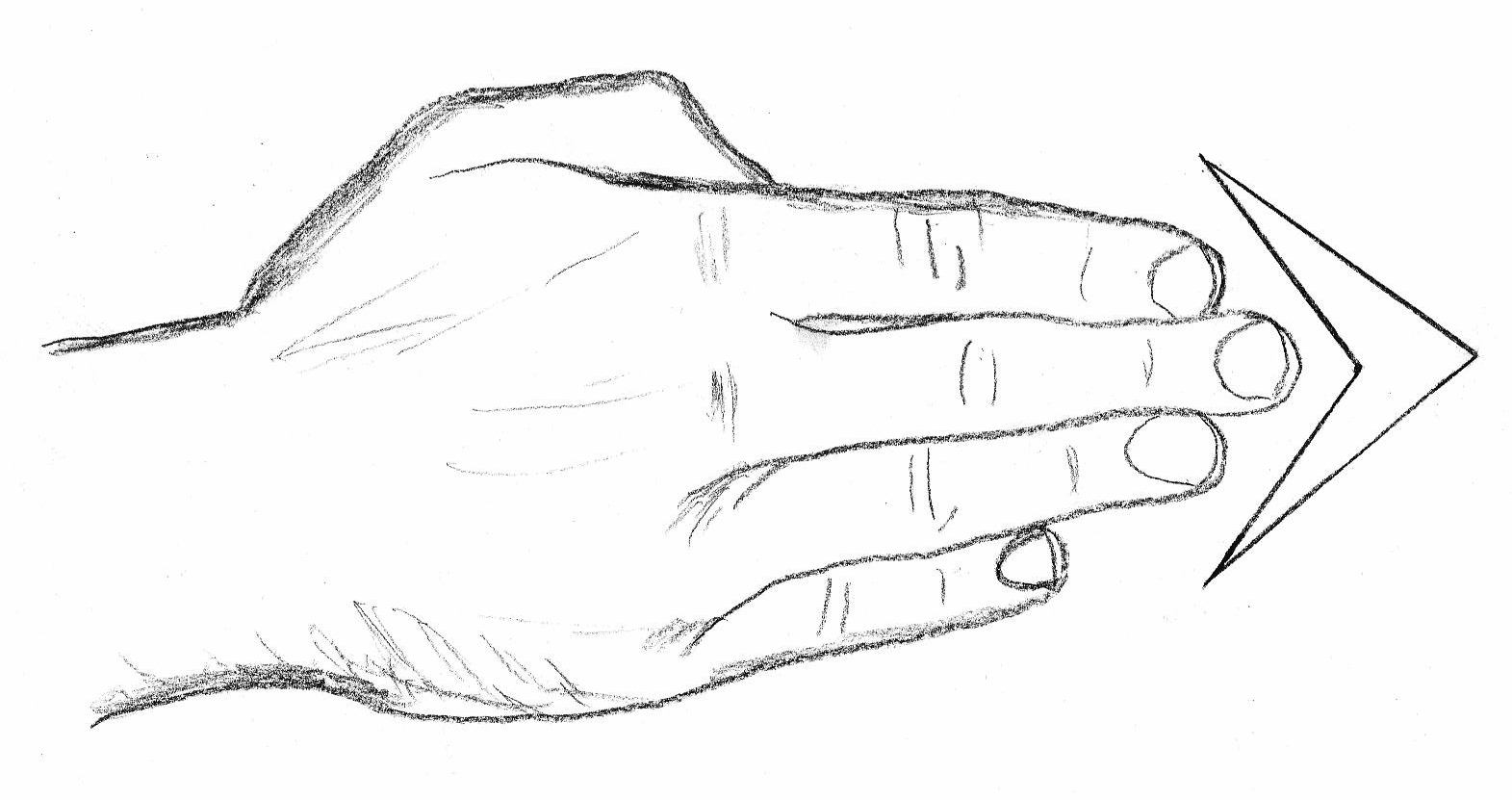
戳掌

##### 掌击
五指至少在掌指关节完全伸展，整个手掌后仰用接近腕部的掌骨近端向目标快速前推撞击。通常针对的目标是对方的鼻梁、下颌、太阳穴、腹部、后脑、腹股沟和后腰。

##### 掴掌
又称“扇耳光”。五指完全伸展，整个手掌与前臂成一条直线，然后整个手臂呈水平弧线运动，用掌心和指肚击打对方，通常针对的是对方的脸腮、太阳穴和耳朵。根据手臂是向内还是向外运动，还分为用手心击打的“正掴”和用手背击打的“反掴”。

##### 劈掌
又称“空手道劈”（karate chop），如果侧向劈出也叫“手刀”（knife hand）。五指完全伸展，手掌保持与前臂成直线，用桡骨侧的第五掌骨和小鱼际向着目标做（通常向下的）垂直击打，通常针对的是对方的颈部、后脑和手臂关节。

##### 隆手
又称“反劈掌”。与手刀手型相似，但是拇指弯曲并将第一掌指关节和指间关节凸出，整个手掌随着手臂向上移动并用近端拇指骨撞击目标。与劈掌相似，通常针对的目标是颈部，外加鼻梁、下颌、眼睛和腹股沟。

##### 戳掌
与劈掌和隆手的手势相似，但是整个手掌随着手臂向前迅速伸出，用指尖刺击目标。通常针对的目标是眼睛和喉部等柔弱部位。

#### 闭手类

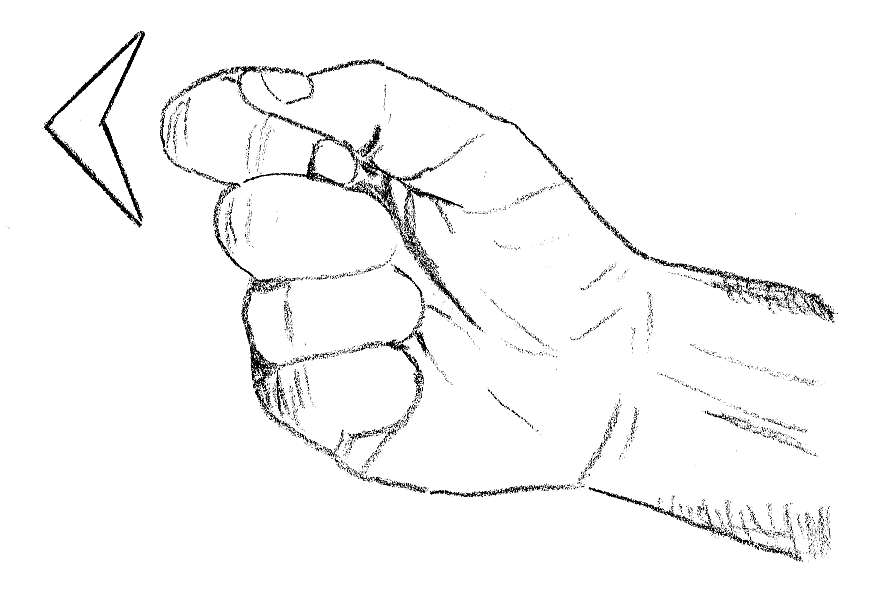
一本拳

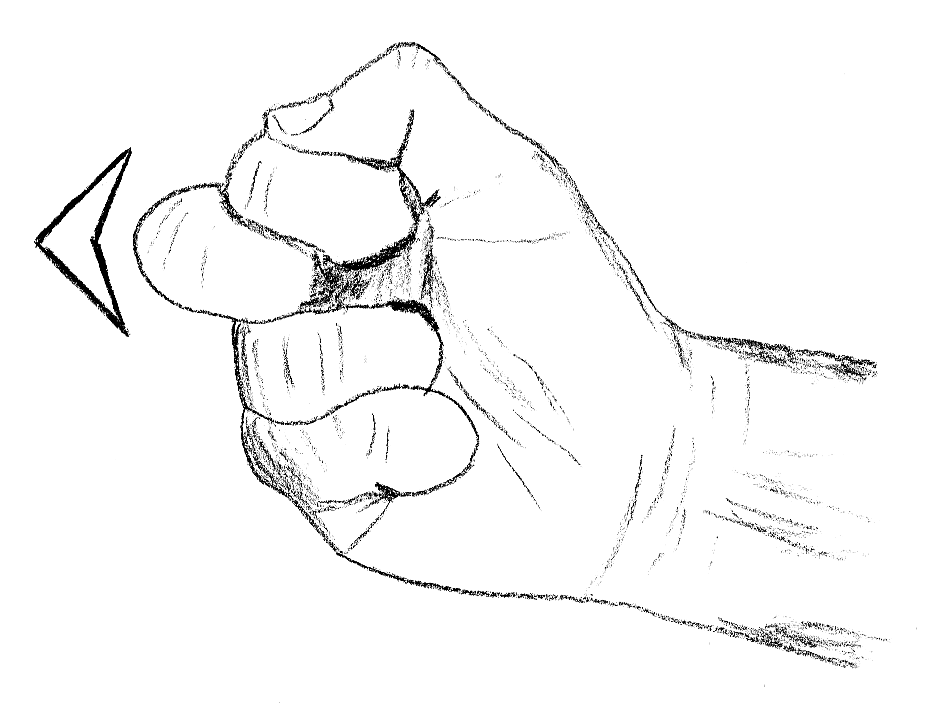
中指一本拳

##### 击拳
五指弯曲握拳，将（主要是食指和中指的）掌指关节突出，用手臂纵向推动拳头撞击目标，根据行动轨迹可以分为直拳和勾拳（细分为上勾拳、下勾拳、侧勾拳）。拳击运动是此类打击技最典型的代表。

##### 砸拳
五指弯曲握拳，然后将手臂横向带动拳头撞击目标，如同挥舞锤子敲击。砸拳通常是用小鱼际部位接触目标，除此之外还可以用掌心面弯曲的指间关节（掴拳）和拳背（回手拳）攻击目标。通常攻击的目标是后脑、鼻梁、太阳穴、耳朵、下颚、手腕、胸骨、睾丸等敏感部位。

##### 指突拳
五指不完全弯曲，使得至少一个手指处于半握拳状态，然后将指间关节突出并纵向推出刺击对方。因为整个拳的力量被集中在更小的点上，通常用来攻击穴位。马伽术和合气道中经常使用此技进攻对方手背用来反擒拿，咏春拳和截拳道的寸拳也多以此发力。

### 肘击
肘部弯曲，并使用桡骨的肘突撞击目标。如果是向下或向后撞击，也称肘锤。通常用来攻击对方头部、颈部和腹部，在泰拳中尤其盛行。 

### 腿脚
下肢发起的打击通常使用脚背、脚跟、胫骨和膝部攻击目标，主要用于站立的徒手搏斗，也可以配合跳跃攻击对方更高的部位。

#### 踢打
使用大腿和骨盆肌肉发力驱动脚部撞击目标的踢打技是中国武术、跆拳道、空手道、越武道、泰拳、巴西战舞、印度战舞等传统武术和散打、踢拳、综合格斗等现代搏击术中的主要技能。

##### 直踢
将一条腿向前抬起同时伸展膝部，用脚背和脚尖撞击目标。通常用来打击对方胸口下方的部位，但是技艺高超的武者可以攻击到头部。

##### 旋踢
将一条腿伸直抬起并同时转身，让脚部在空中横扫划出一个弧形，根据转身方向可以细分为腿向着内侧（用脚背）扫击的正旋踢，和向着外侧（用脚跟和脚掌）扫击的反旋踢。专门攻击对方下肢的低旋踢也称“摆腿”或“鞭腿”。因为旋踢的力量感和观赏性，在现代竞技格斗和武术表演中都很常见。

##### 翻踢
在空翻或手翻时做出的近乎垂直的旋踢，通常是侧翻时用小腿前内侧向下砸击目标上身，但也可能是前翻时用脚跟砸击对方头肩部、或后翻时向上挑踢对方下颌。在巴西战舞中很常见，极具观赏性但是难度和危险性也较高。

##### 下劈
将一条腿高高抬起，向上伸直后将整条腿用力垂直向下扫，用脚跟砸击目标。通常用来攻击对方的头部和肩部，是跆拳道的经典动作。

#### 蹬踏
将一条腿弯曲抬起后，用力伸直让脚跟和脚掌纵向撞击目标。通常是向下前方蹬出攻击倒在地上的对手的头部和躯干，但也可以用来攻击站立着的对手的小腿、脚踝和脚背。

##### 前踢
一种攻击较高位置的正面蹬踏。将一条腿弯曲抬起后，用力向前方伸直探出，让脚跟和脚掌纵向撞击目标。通常用来攻击对方的躯干和大腿，但是技艺高超的话可以攻击到面部。

##### 侧踢
一种攻击较高位置的侧向蹬踏。将一条腿弯曲抬起的同时扭动身体侧向目标，然后伸展髋部和膝部将伸直的腿向侧面推出，用脚跟和脚掌外侧冲击目标。通常用来攻击对手的胸口、肋骨、腹部，如果技艺高超的话可以攻击到下颌、面部和太阳穴。空手道和截拳道是此类攻击的典型代表。

##### 反踢
也称“尥蹶子”，背向目标时向后伸展大腿蹬撞，是侧踢的一个变种。

#### 膝撞
通常配合抓抱动作使用，在贴近对方的时候猛然弯曲髋部将大腿抬起，向前凸出膝盖撞击目标。通常用来攻击腹部和胯部，如果对方的上身被压低，也可以用来攻击头部。除了普通的向前膝撞外，还可以侧向、旋转、跳跃打出膝撞。

### 其他部位

#### 头锤
在贴身抓抱时使用，用头骨较硬的部位（通常是额骨，如果被从身后搂抱时会使用枕骨）撞击对方敏感部位，比如鼻子和太阳穴。因为危险性较高，正式格斗时非常少见。

#### 臂勾
整个手臂伸直并且向内横扫，用前臂的桡骨侧撞击对方颈部和胸口，主要用来让对方失去平衡向后仰倒。在职业摔角中十分常见，俗称“晾衣绳”（clothesline）。

#### 肩撞
在贴身抓抱或地面缠斗时使用，突然扭动或抽抬整个肩部用肩峰前方或上方撞击目标头部或下颌，通常只能作为暂时扰乱对方的技能。但是如果对方的四肢有被锁住（比如柔术中的十字固），可以用肩撞协助将对方的关节脱臼或折断。

#### 臀撞
在被从身后搂抱时可以使用，将臀部和髋部向后用力拱出撞击对方的胯部和腹股沟，使得对方遭受疼痛或失去平衡甚至被过肩摔。

#### 侧撞
与臀撞相似但使用的是整个躯干的侧面，用肩部、骨盆和髋部用力撞击目标躯干，有时也会撞击下肢。此类撞击和橄榄球运动中的擒抱相似，主要是利用自身体重产生的冲量使对方失去平衡摔倒。格斗中主动用躯干近身撞击的情况并不多见，但是冰球运动中此类冲撞十分常见。

## 原理
亚洲武术和西洋拳的打击技有许多原理相通，因为人体的构造基本相同。通过合格教练的监督，武者通常可以通过重复联系学习这些准则。空手道和截拳道的许多著作中也提及了这些原理。
1. 肌肉张力的控制：武者在进攻中需要尽可能的放松肌肉，直到击中的一刹那再收紧，攻击完成后再重复放松。放松肌肉可以减少进攻时的加速阻力，而突然收紧则可以让动能传递更有效率。
2. 呼吸控制：武者在没有进行进攻时需要控制呼吸节奏来放松身体，以免浪费体能。在攻击时通常会呼气用力，甚至可以利用呼啸去帮助肌肉收紧，并且干扰或恐吓对手。
3. 穿透力：击打应该尽可能做到将动量释放到目标外表下方4—6英寸（100—150）深的位置，也就是说武者应该试图击穿目标区域，而不是仅仅接触。
4. 集中力量：击打应该将力道释放到面积较小的区域，这样可以增强打击的穿透力和造成的破坏力。
5. 力学串联：让不同的肌肉在精确的顺序发力，最终形成最大的合力，在击打的同时利用身体的重量帮助增加打击的综合动量。
6. 步法：好的步法可以让身体更加平衡、支持组合技的发挥和获得更好的进攻角度和距离。这一点是打击技最复杂的元素之一。
7. 重力加成：从上向下的打击可以通过重力达到更好的效果。

## 策略
除了力学因素外，打击技的效果还取决于使用策略，比如：
1. 组合技：用一连串相互配合的打击，从不同角度和方位向对方进行连续攻击。套路成熟的组合技通常称为招数。
2. 攻击高度：用变换攻击部位的高低，破坏对方的防守节奏和能力。
3. 时机和节奏：经验丰富的搏击手可以通过重复训练和肌肉记忆在不同情景下打出特殊的打击技，并且破坏对方的节奏。
4. 直线进攻：利用步法变化，让进攻部位能够获得体能驱动的同时不会因为身体动作提前暴露意图。
5. 迷惑欺骗：用假动作去隐蔽自己进攻的时机和方向，并且诱引对方做出错误判断露出破绽。
6. 占据有利攻击角度：利用步法和策略使得自己处于比对方更加有利的打击位置[4]。

## 风险
人类的手骨骼小而众多，在击打硬物次数过多的情况下，掌骨会因为纵向应力过度而迸裂骨折。拳击手之所以用绷带缠手，一部分原因就是防止掌骨向侧向膨弯导致迸裂。随着合理的增强训练，骨骼中因为训练强度增加产生的发裂在重复愈合后会因为沃尔夫定律增加骨密度，在一定程度上可以降低骨折的概率。
在击拳的时候腕部必须保持与手对准恰当，否则会因为被动弯曲拉伤韧带，甚至脱臼和骨折。拳击手用绷带缠手时也会缠绕手腕，一方面也是为了巩固腕部。

### 录像范例
- Highlights - 1988 Olympic Gold Medalist Myung Sam Jang - Examples of Footwork and Kicking （页面存档备份，存于）
- Anderson Silva - Examples of Basic Striking and Combinations （页面存档备份，存于）